# The Real Thing (Vanessa L. Williams)
The Real Thing è l'ottavo album in studio della cantante e attrice statunitense Vanessa Williams, pubblicato nel 2009.

## Tracce
1. Breathless – 4:50 (Lauren Evans, Tai Jackson, Rex Rideout)
2. Hello Like Before – 4:28 (John Collins, Bill Withers)
3. Loving You – 3:33 (Bayer Sager, Kenneth Edmonds, Rob Lewis)
4. Just Friends – 3:27 (Edmonds)
5. The Real Thing – 5:12 (Stevie Wonder)
6. Lazy Afternoon – 4:56 (John Latouche, Jerome Moross)
7. Close to You – 4:36 (Bebel Gilberto, Guy Sigsworth)
8. I Fell In – 4:47 (Shelea Frazier, Galdston)
9. October Sky (feat. Javier Colon) – 4:28 (Javier Colon, Evan Rogers, Carl Sturken)
10. Come On Strong – 2:39 (Sammy Cahn, Jimmy Van Heusen)
11. If There Were No Song – 4:29 (Lewis, Rob Mathes)